# Muchnice Nowe
Muchnice Nowe [pronunciación en polaco: /muxˈnit͡sɛ ˈnɔvɛ/] es un pueblo ubicado en el distrito administrativo de Gmina Strzelce, dentro del condado de Kutno, Voivodato de Łódź, en el centro de Polonia. Se encuentra a unos 4 kilómetros al sureste de Strzelce, 10 kilómetros al noreste de Kutno, y a 58 kilómetros al norte de la capital regional Łódź.